# Guna
A guna szanszkrit szó (गुण, guṇá) melynek több jelentése van.
A hindu felfogás három minőségi változatot ismer, s ezeket gunáknak nevezi. Itt mint bölcseleti műszó szerepel, de a jelentése többnyire: minőség, sajátosság, tulajdonság, erény, érdem. Legmegfelelőbb talán, ha minőségi sajátosságnak fordítjuk.
A három guna a következő: 
- szattva (सत्त्व): az egyensúly, kiegyenlítés, a rend, tisztaság, világosság, nyugalom, könnyűség, jóság sajátossága
- radzsasz (रजस्): a mozgás, erőkifejtés, lendület, nyughatatlanság, szenvedélyesség sajátossága
- tamasz (तमस्): a nehézség, sötétség, mozdulatlanság, tompultság, tehetetlenség, tudatlanság sajátossága

Ezek azonban nem elvont eszmék, hanem valóságos, mondhatni szubsztanciális tények, mert minden anyagi változatban jelen vannak. Az anyag minőségi fokozata éppen attól függ, milyen arányban szerepelnek benne a gunák, melyikük van túlsúlyban. Mindenben megvan mind a három, de más és más arányban, más és más fokú keveredésben. Funkciójukból adódóan kötőerőknek is nevezzük őket.
Az anyagvilág különböző alkati változataiban a három sajátosság más és más arányú keveredésben van jelen, s ez határtalanul variálódik. A különféle alkatok minőségi foka mindig attól függ, milyen arányban keverednek benne a gunák, melyikük, milyen mértékben jut túlsúlyba a többi fölött. így áll elő a minőségi érték hatalmas ranglétrája az anyagvilágban. Kétségtelen, hogy ebből a szempontból a legalacsonyabb fokozatot az jelenti, ahol a tamasz jut teljes túlsúlyra, a legmagasabbat pedig az, ahol a szattva a legnagyobb mértékben dominál. A radzsasz a középfokozatokon fog leginkább túlsúlyra jutni, előtérbe lépni.
A három guna-sajátosság, az anyagban nyilvánul meg, tehát nem pusztán elvont, elvi elemet jelent. Az anyag természetében gyökerezik, maga az anyag megy át változásokon, hogy a három sajátság valamelyikében részesüljön.
Az anyagi természet (prakrti) három kötőerőből (guna) áll: szattva (jóság), radzsasz (szenvedély) és tamasz (tudatlanság). Az élőlény alárendeltjévé válik e kötőerőknek, mihelyt kapcsolatba kerül az anyagi természettel. (Bhagavad-gíta)

## Az elme minőségében
A gunák tana összefügg az elme állapot-fokozataival is. Olyan energiák ezek, amelyek nemcsak az elme felszínes tevékenységét irányítják, hanem a mélyebb tudatunk működését is.
A tompultság állapotában a tamasz nehézkes, erőtlen sajátossága tölti el az elmét, sötét leplet borítva a tudatra. A tamasz (tudatlanság) a sötétség, a tompaság és a tétlenség minősége. Akadályozó negatív erő, amely hanyatlást okoz. Az elmében közönyt, fásultságot, illúziót eredményez.
Ha a radzsasz zabolátlan, mindenfelé szétágazó tevékenysége lép előtérbe; az aktív, ösztönző erő, amely változást eredményez mindenhol, ahol túlsúlyba kerül. Megzavarja az egyensúlyt, s önző tetteket, szenvedélyt, sóvárgást eredményez. Bár rövid távon gyönyört eredményezhet, hosszabb távon a kiegyensúlyozatlanságot okozó természete miatt fájdalmat és szenvedést hoz létre.
A szattva az eredeti tudat felébredését elősegítő sajátosság. Általa az önkontroll, az egyszerűség, a becsület, a hűség és az igazságosság alakul ki az emberben, és a belső harmónia, az egyensúly és a stabilitás válik az életének részévé.
A legalacsonyabb fokon sok tekintetben az ember még kevéssel emelkedik az állati létforma fölé, s ebből a szempontból, ha a minőségi értékélést vesszük alapul, a döntő különbség állat és ember közt nem annyira a tudatosságban és az értelmi képességben rejlik, mint a három guna keveredési arányában. Az az emberi fokozat, amelyben a radzsasz fegyelmezetlenül, korlátozatlanul van túlsúlyban, s ugyanakkor a tamasz sötét, áthatolhatatlan tehertétele is ránehezedik, igazán csak kevéssel emelkedik az állat értékfokozata fölé. Hogy egyáltalán fölébe emelkedik, azt a szattva előtérbe lépése okolja meg, mert az emberi fokon ez többé-kevésbé jelentékenyen a radzsasz fölé kerekedhet. A szattvának ebben a lehetőségében áll a nagy különbség állat és ember közt. Ha tehát a mélyen álló, egészen alacsonyrendű ember nem tud élni ezzel a lehetőséggel, a szó szoros értelmében értéktelenebbé válik az állatnál.
A szattva az emberben sokkal kevésbé van eleve megszabott határok közé szorítva, mint akár a legmagasabb-rendű állatban. Az értelem fényében eszmélő öntudat, az elmeközeg
központjában kikristályosult Énen keresztül, a szattva legközvetlenebb hordozója. Amilyen mértékben finomul az öntudat, amilyen mértékben átdereng rajta az Önvalóból áradó fény, olyan mértékben jut túlsúlyra az egész emberi alkatban a szattva. Szerepelhet tehát olyan csökevényesen, hogy jelenléte alig-alig nyilvánul meg, de eláraszthatja az embert úgy, hogy mellette a radzsasz szinte eltörpül és már csak az egészen elkerülhetetlen vagy szükségesnek ítélt tevékenységet szolgálja, a tamasz pedig teljesen alárendelt szerepre kényszerül, csupán annyiban van jelen, amennyiben a sűrűtesttől elválaszthatatlan. A két határérték közt a változatoknak szinte végtelen variációja lehetséges, mint ahogy valóban így is látjuk az emberekben. A közbeeső fokozatokon aztán más és más mértékben előfordulhat, hogy a tamasz jut aránytalan túlsúlyra, például a tunya, nehézkes gondolkozású, szellemileg sötét emberben; vagy a radzsasz olyan fokra emelkedik, hogy a tamasz sötét, nehézkes eleméhez a tevékenységnek éppen csak akkora mértékét adja, hogy az illető ember cselekedetekké válthassa a sötét és kezdetleges voltának megfelelő vágyakat, szándékokat;
aztán meglehet, hogy a radzsasz olyan erőre kap, hogy az elmét és az egész embert mozgékonnyá, tevékennyé, szenvedélyessé teszi, de anélkül, hogy a tamasz lehúzó nehézkedésének hatása alól szabadulhatna és a szattva ellenőrző, irányító befolyását tudatosan követni tudná; majd az is lehetséges, hogy a szattva kellőképpen fölülkerekedik és a még mindig nyughatatlan radzsasz feszülő erőkifejtését legalább világosabb célok felé fordíthatja, ha teljes mértékben nem is tudja alávetni ellenőrzésének.

## A táplálkozásban
A jógik felismerték, hogy tudatunk minőségét nagymértékben meghatározza az, amit megeszünk. Amit és amennyit eszünk, az hatással van vérünk minőségére, s ami aztán befolyással van testünk minden egyes sejtjére, beleértve az idegrendszert is. Ez befolyásolja érzékelésünk minőségét és ezen keresztül kedélyállapotunkat is.
A hindu szent iratok és a jóga-szövegek aszerint osztják be az ételeket, hogy mit kellene ennünk és mit nem kellene. Ez a kategorizálás is a három guna koncepcióján alapul.
A tamasztikus ételek a húsok, a halak, a tojás, az alkohol, a konzervált és ipari ételek, ezek tunyává, hosszú távon letargikussá tesznek. A radzsasztikus ételek, mint a feketekávé, finomított cukor, csokoládé vagy a túl fűszeres ételek, nyugtalanságot, agressziót keltenek. A szattvikus ételek a zöldségfélék, a gyümölcsök, gabonamagvak, tejtermékek, ezek kiegyensúlyozott és harmonikus állapothoz vezetnek, mind a testben, mind az elmében.
Az étrendhez az egyik legfontosabb útmutató alapelv, hogy a mennyiség változtat a minőségen.
A Bhagavad-gíta megfogalmazása szerint: Néha a szenvedély (radszasz) kerül túlsúlyba, elnyomván a jóság (szattva) minőségét, néha a jóság győzi le a szenvedélyt, máskor pedig a tudatlanság (tamasz) uralkodik a jóság és a szenvedély kötőerői felett. Ily módon mindig küzdelem folyik az elsőbbségért.
Hogy melyik kötőerő uralkodik leginkább egy emberen, az viselkedésében, tetteiben, érzéseiben mutatkozik meg, és ebben nagy szerepe van a táplálkozásának is.